# Museu de la Mar (Peníscola)
El Museu de la Mar de Peníscola (Baix Maestrat, País Valencià) és un museu emplaçat a l'antic edifici Les Costures, sobre el Baluard del Príncep. El fons del museu consta de fotografies, dibuixos i gravats antics, així com diversos dispositius tecnològics i tres aquaris amb espècies marines.
El museu va rebre la visita de 50.000 persones durant dos mesos (juliol i agost) el 2001. A començaments de 2012 va superar el milió de visites total des de la seua inauguració. Durant l'any 2014 el museu va rebre més de 100.000 visitants.

## Galeria

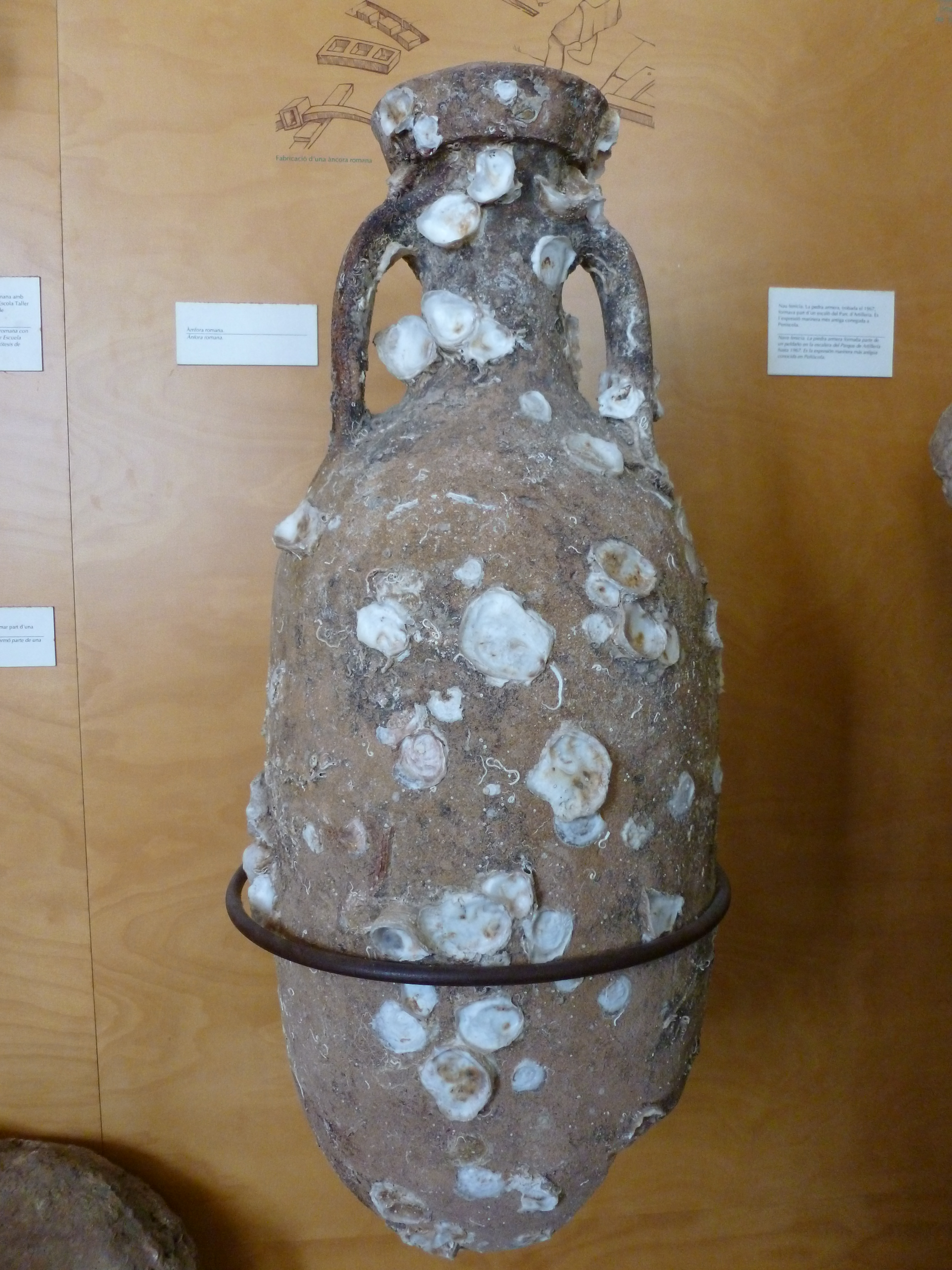
Àmfora romana
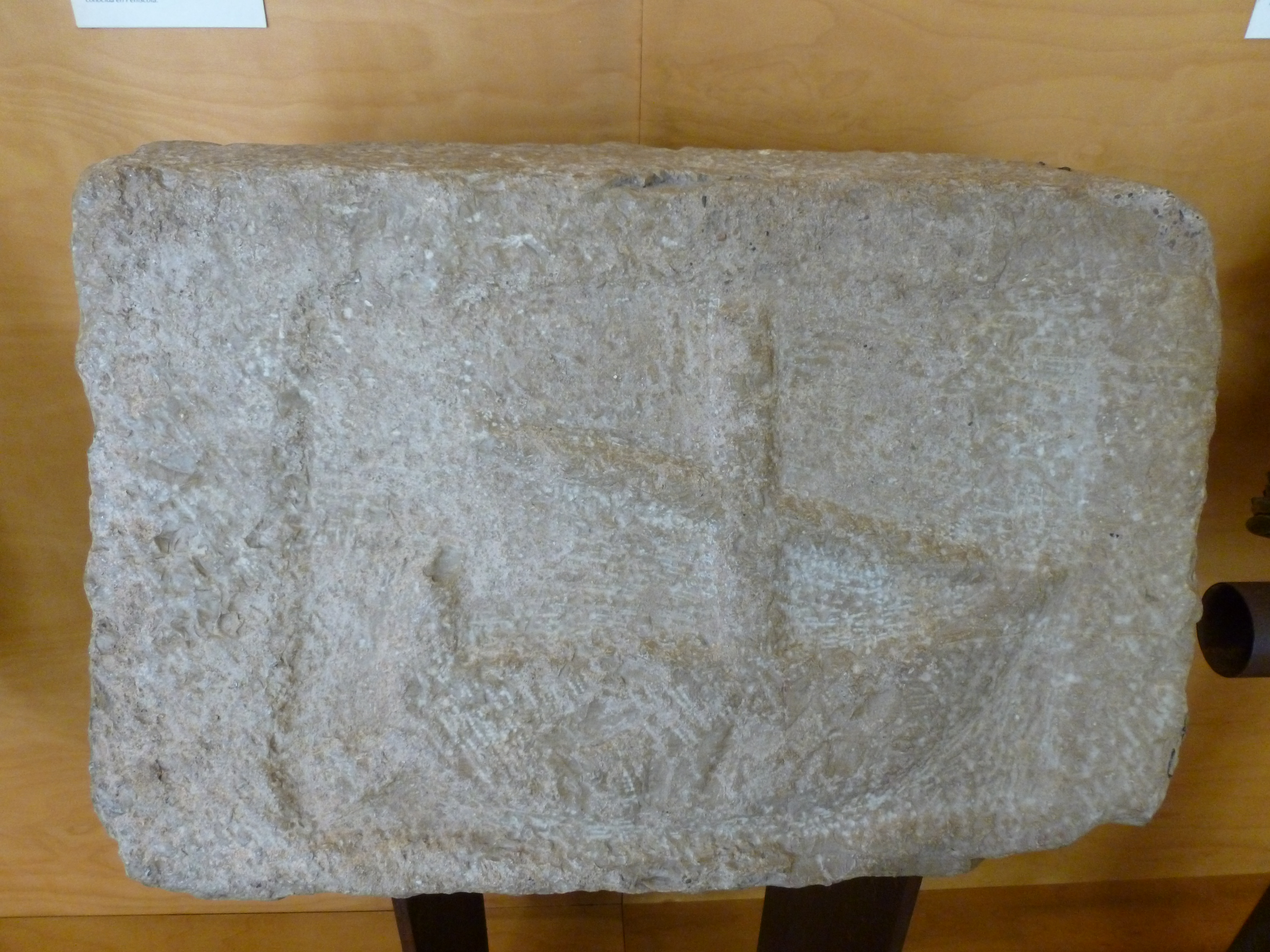
Esquema de nau llatina
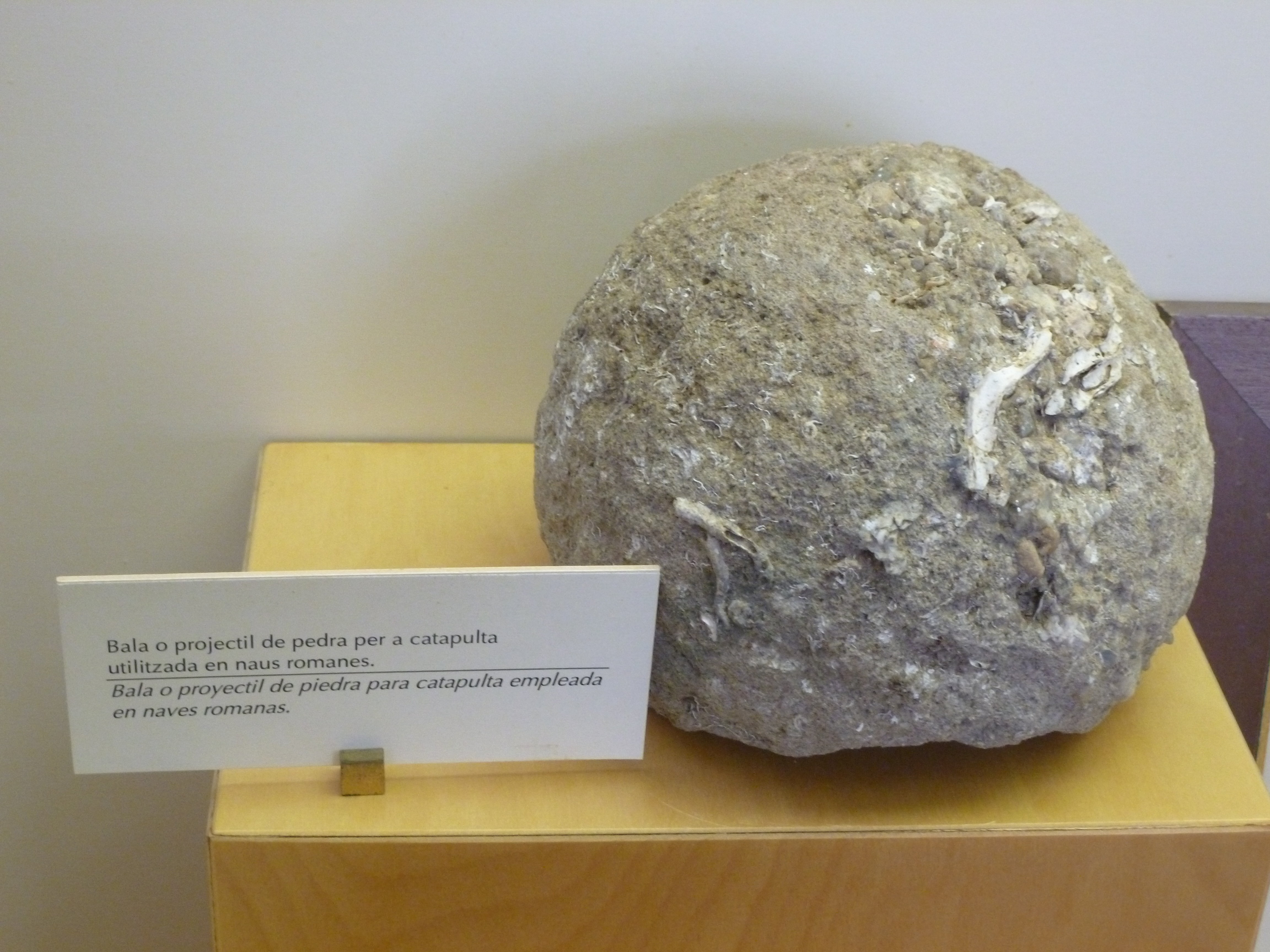
Projectil per a catapulta romana
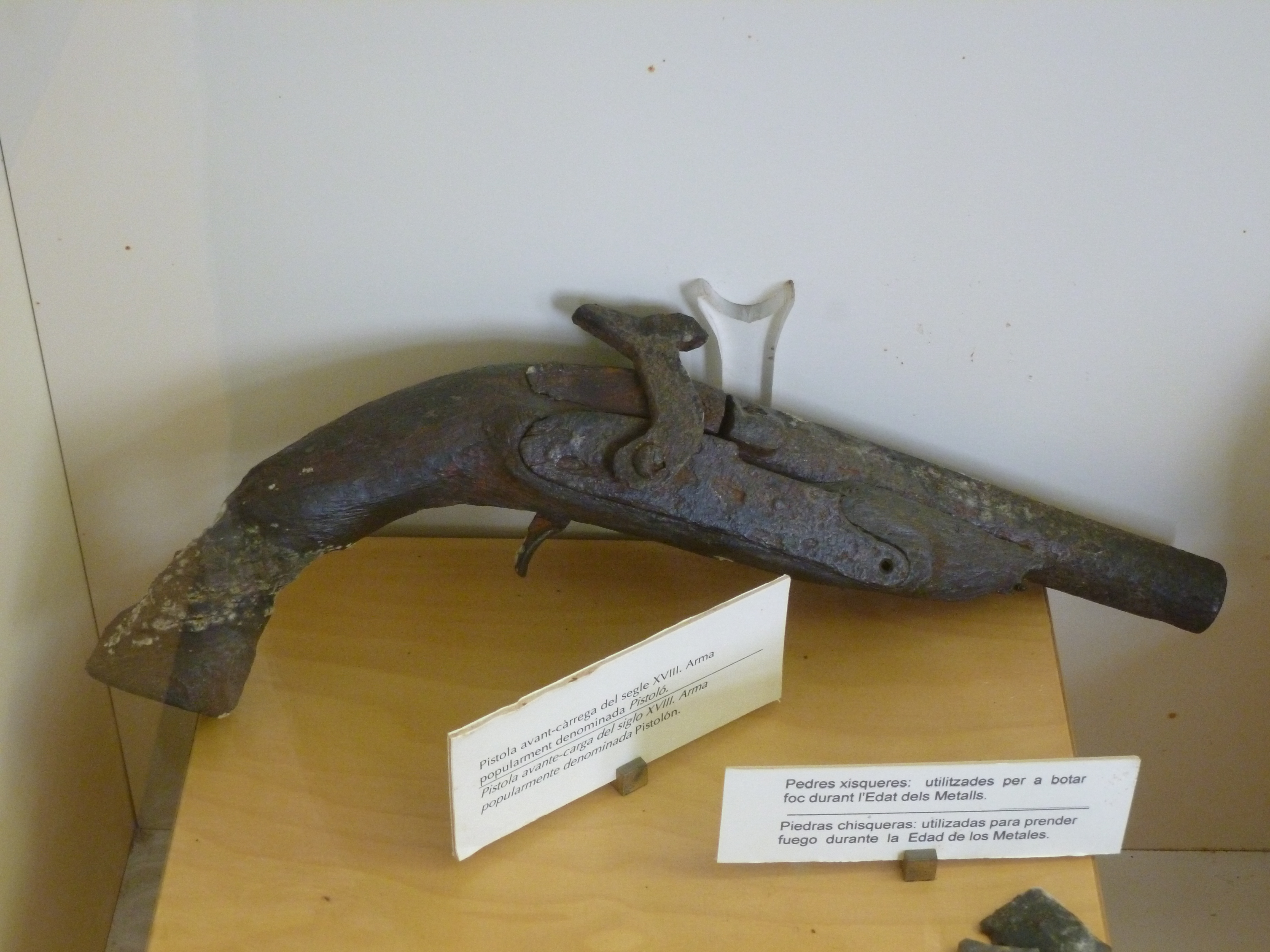
Pistola avant-càrrega del segle XVIII
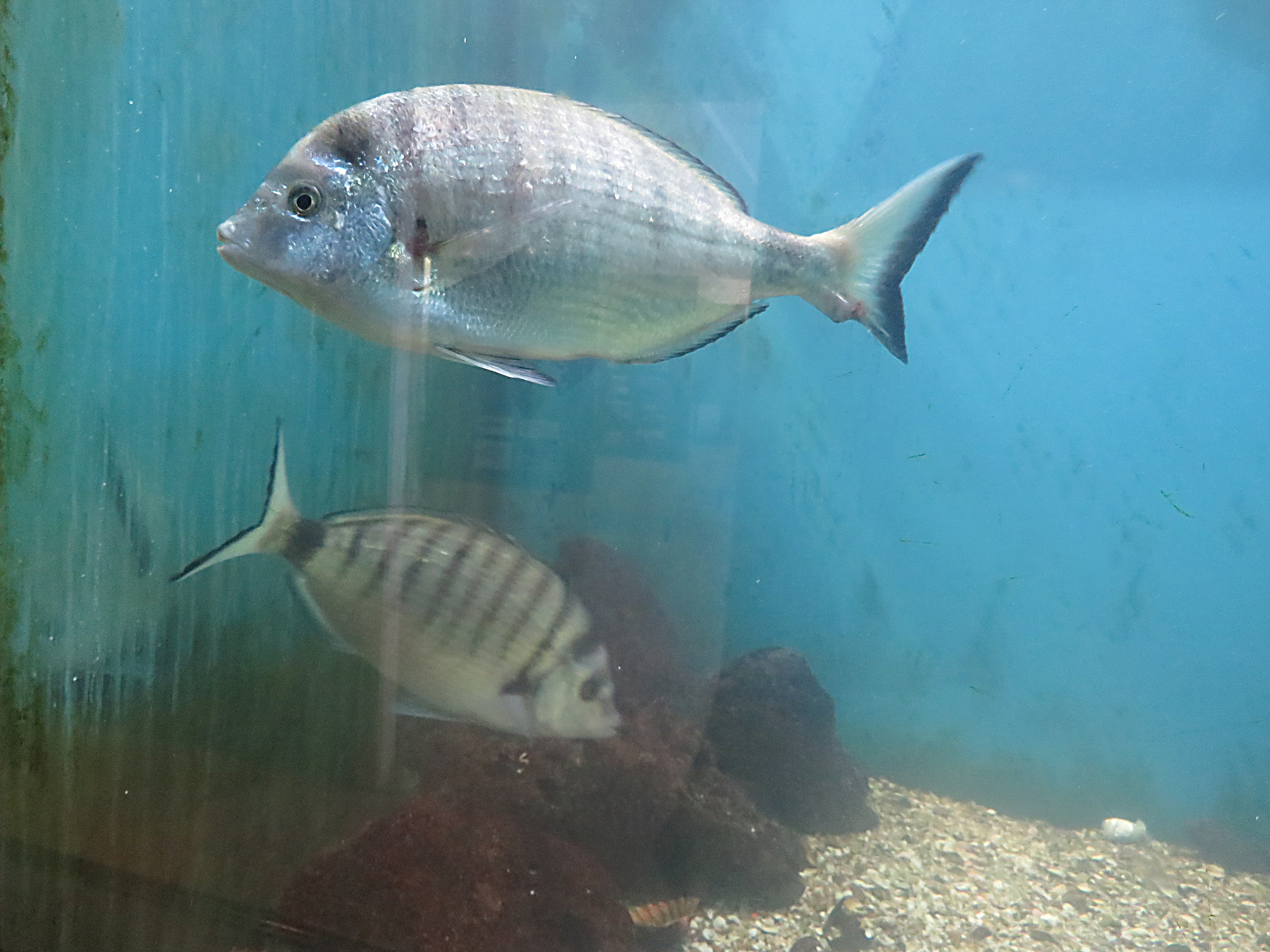
Orades dins l'aquari
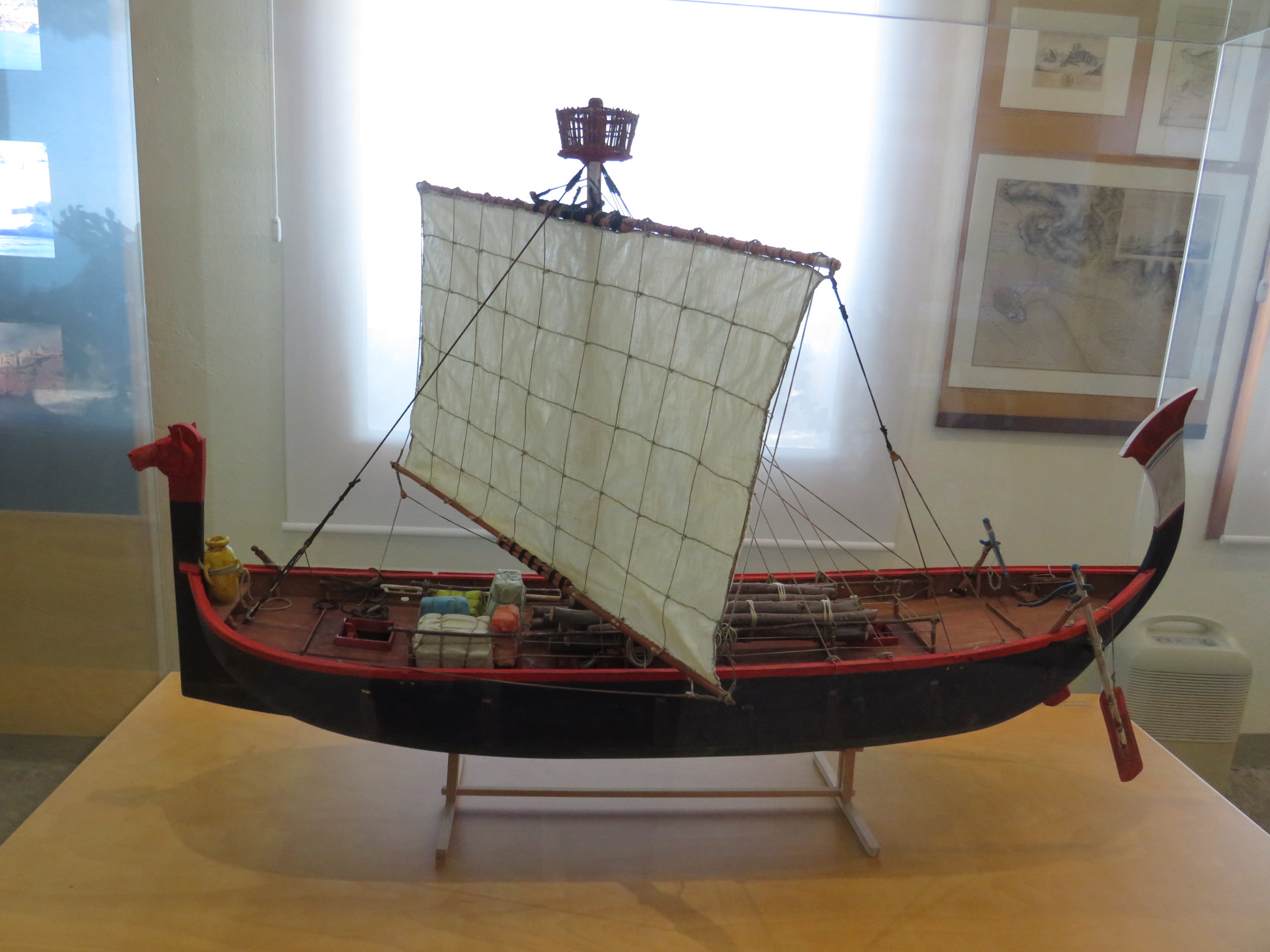
Maqueta d'embarcació romana
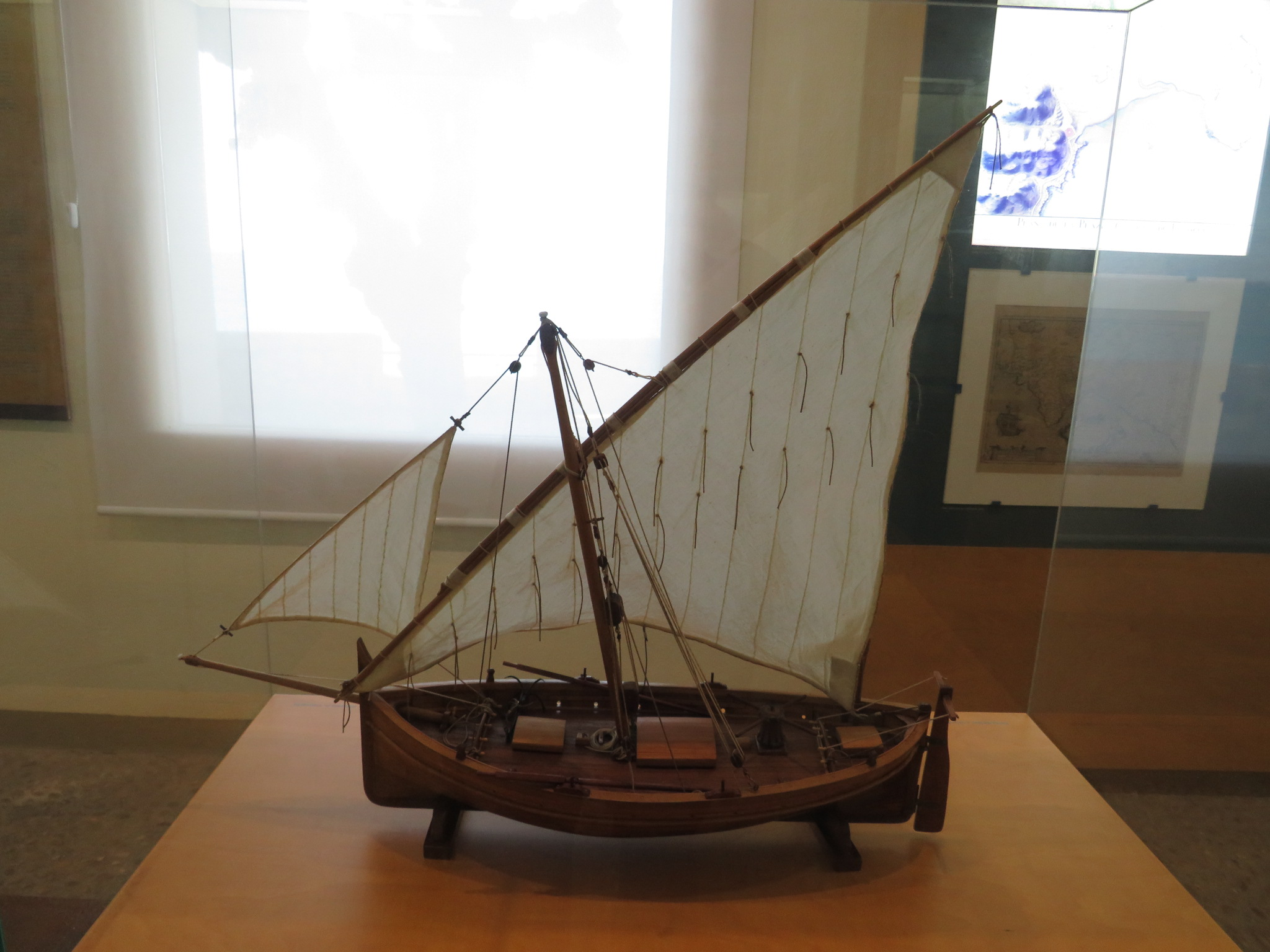
Maqueta de barca de vela
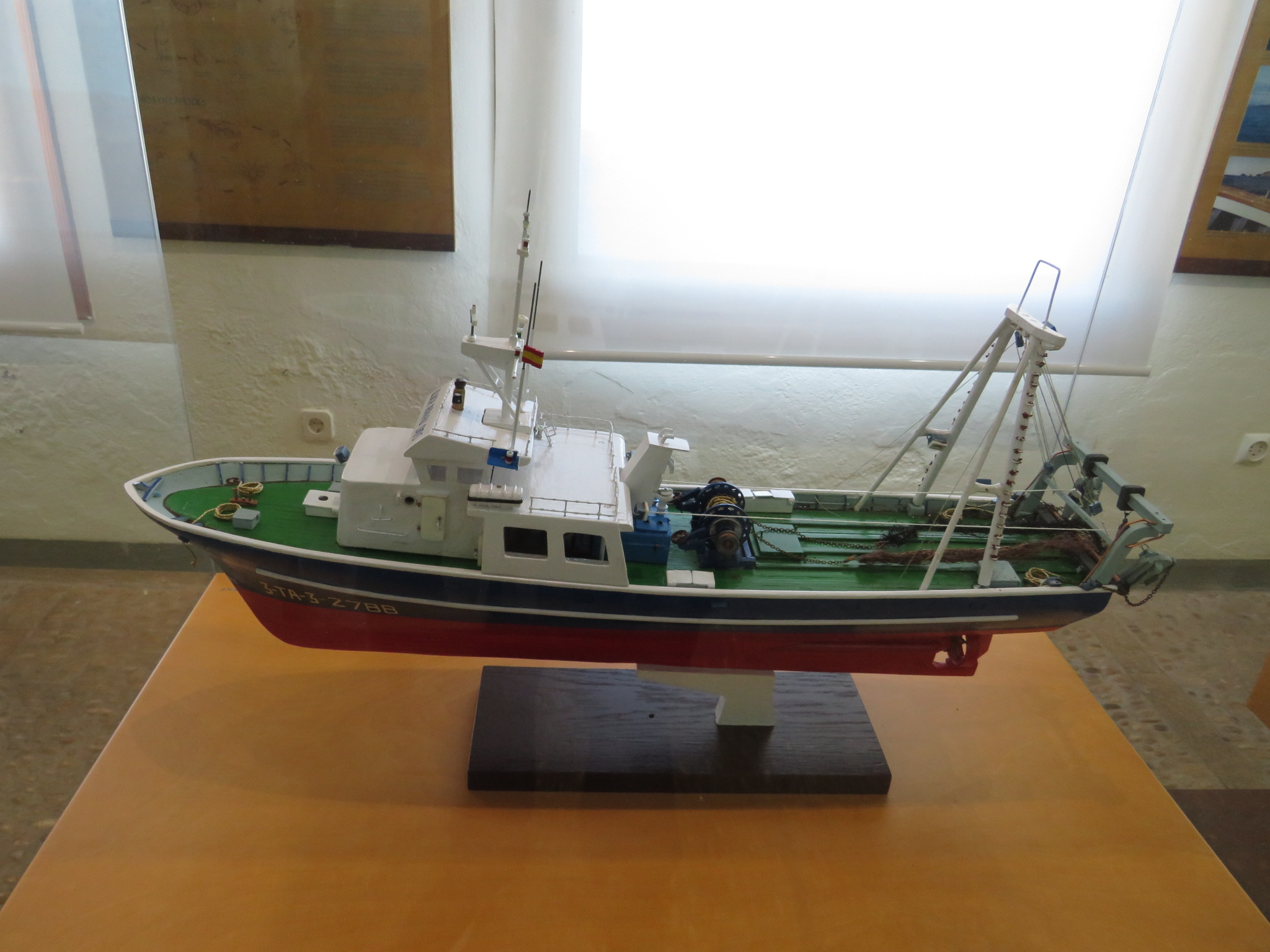
Maqueta de vaixell de pesca